# 中坝乡 (仪陇县)
中坝乡，是中华人民共和国四川省南充市仪陇县曾经下辖的一个乡。2019年9月，撤销双盘乡和中坝乡，将其所属行政区域划归金城镇管辖。

## 行政区划
中坝乡撤销前下辖以下地区：
长青村、红华村、明阳村、天井村、大顶村、蜀光村、大仪村、红金村和向阳村。